# Rabo-de-palha-de-bico-laranja
Rabo-de-palha-de-bico-laranja (nome científico: Phaethon lepturus) é uma espécie de ave marinha da família Phaethontidae, nativa das regiões tropicais dos oceanos Atlântico, Índico e Pacífico.

## Taxonomia
Existem seis subespécies:
- P. l. lepturus — Oceano Índico
- P. l. fulvus —  Ilha Christmas. Possui a plumagem dourada.
- P. l. dorotheae— Pacífico tropical
- P. l. catesbyi— Bermuda e Caribe
- P. l. ascensionis— Fernando de Noronha e Ilha de Ascensão
- P. l. europae— Ilha Europa, Canal de Moçambique

## Descrição

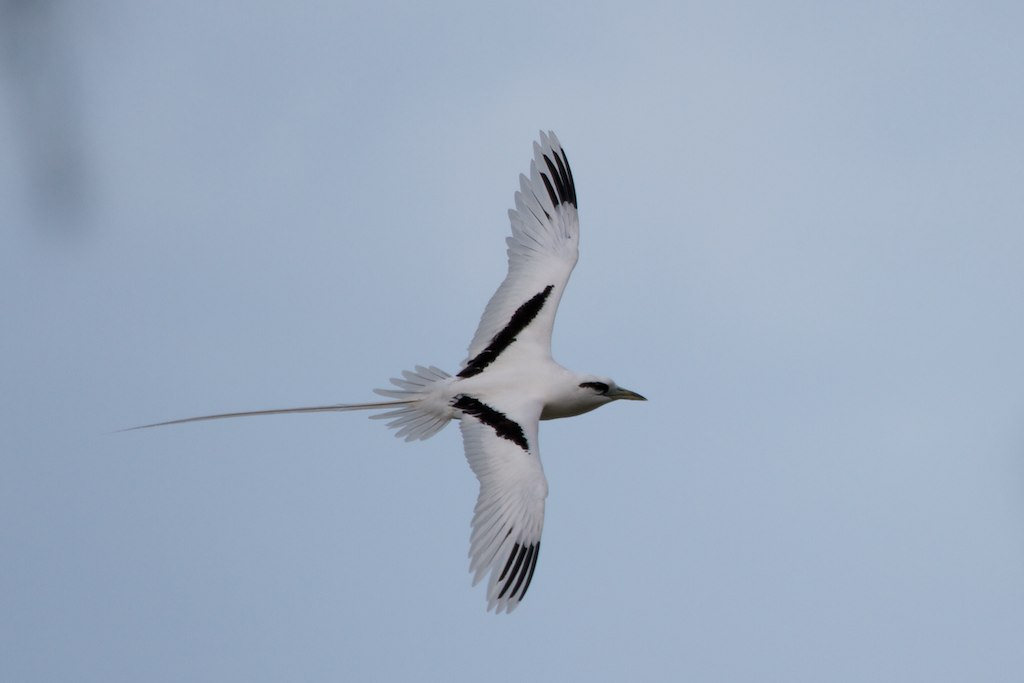
Voando no Atol Midway

O rabo-de-palha-de-bico-laranja adulto é uma ave esguia, principalmente branca, com 71-80 cm de comprimento incluindo as penas muito longas da cauda central, que dobram seu comprimento total. A envergadura é de 89-96 cm. O pássaro tem uma faixa preta na asa interna, uma máscara preta e um bico amarelo-alaranjado a vermelho-alaranjado. A cor do bico, o dorso branco puro e a barra das asas pretas distinguem esta espécie do rabo-de-palha-de-bico-vermelho.

## Comportamento
Reprodução

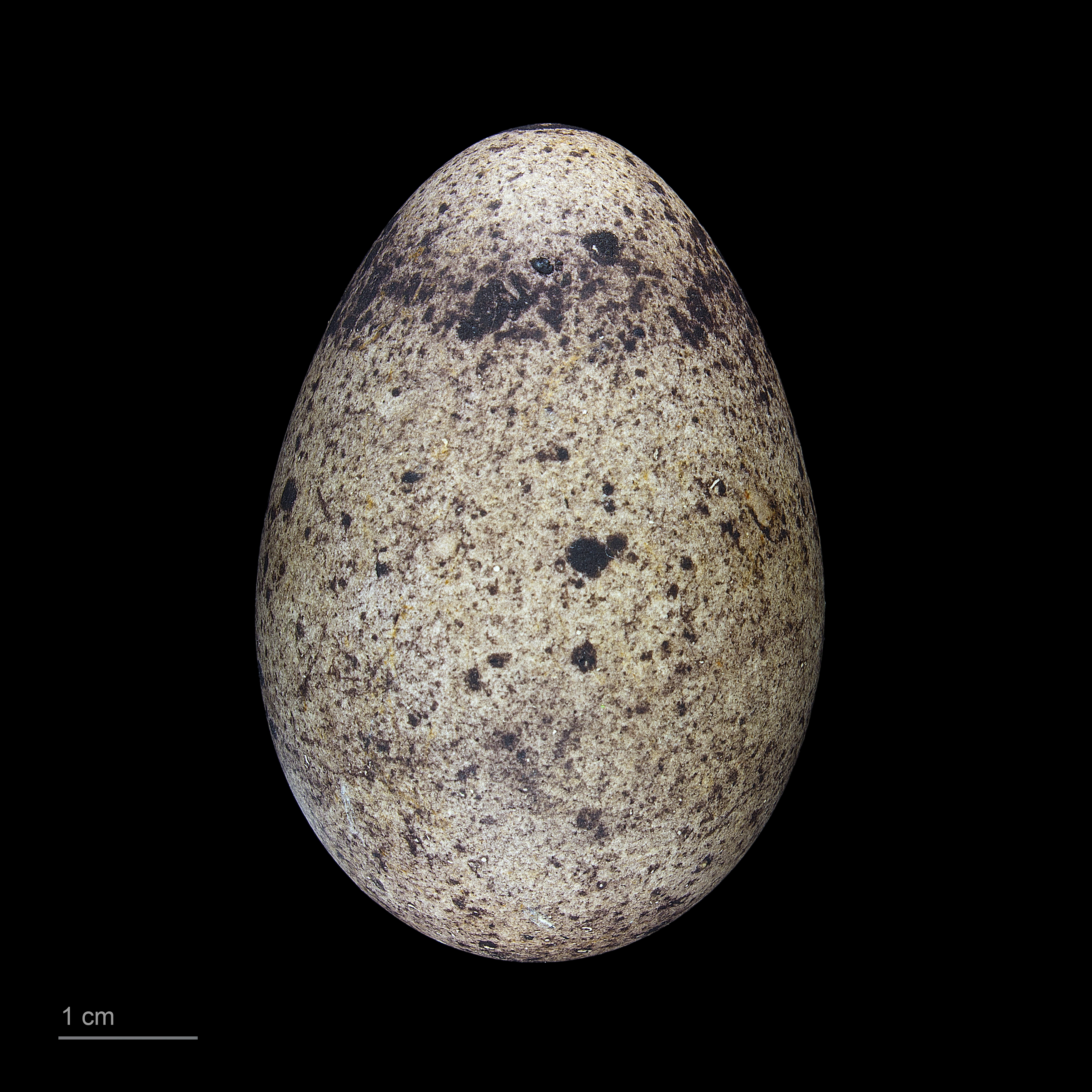
Ovo de Phaethon lepturus, MHNT.

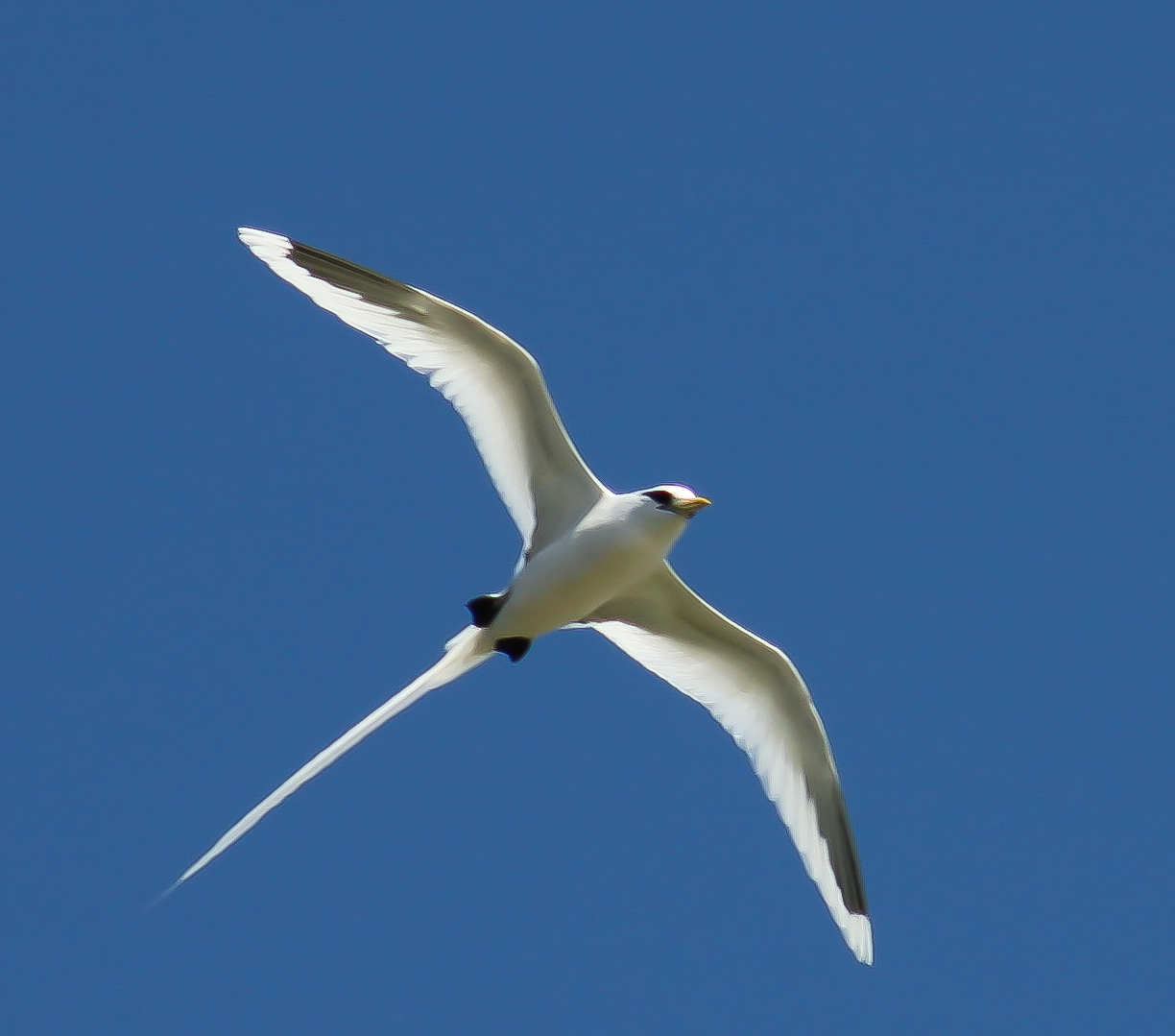
Voador individual

O rabo-de-palha-de-bico-laranja se reproduz em ilhas tropicais, botando um único ovo diretamente no solo ou na saliência de um penhasco. Ele se dispersa amplamente pelos oceanos quando não está se reproduzindo e, às vezes, vagueia longe. Alimenta-se de peixes e lulas, capturados por mergulho à superfície, mas são péssimos nadadores. A chamada é um alto grito keee-keee-krrrt-krrt-krrt . Os sexos são semelhantes, embora os machos em média tenham cauda mais longa, mas os juvenis não têm as fitas da cauda, têm um bico verde-amarelo e um dorso finamente barrado. O rabo-de-palha-de-bico-laranja não tem um ciclo reprodutivo anual; em vez disso, a frequência de reprodução depende do clima e da disponibilidade de locais de reprodução adequados. A ave pode se reproduzir 10 meses após o último acasalamento bem-sucedido ou 5 meses após o malsucedido.
Alimentação
O rabo-de-palha-de-bico-laranja se alimenta principalmente de peixes voadores, lulas e caranguejos. Pega suas presas mergulhando de uma altura de até 20 metros, como fazem os gannets. No entanto, peixes voadores são capturados durante o voo. Geralmente se alimenta aos pares. Frequentemente, a presa é detectada pairando sobre a superfície enquanto o pássaro a engole antes de decolar.

## Estado de conservação
As tendências populacionais são desconhecidas. No México, não está sob nenhuma categoria de proteção, e nenhum programa específico de conservação para esses pássaros tropicais é conhecido. No entanto, a espécie é encontrada em vários programas de conservação como uma ave aquática americana. Recomenda-se a realização de estudos sobre a biologia desta espécie no mar, bem como o monitoramento de colônias reprodutoras. Globalmente, é considerada uma espécie de menor preocupação.

## Folclore

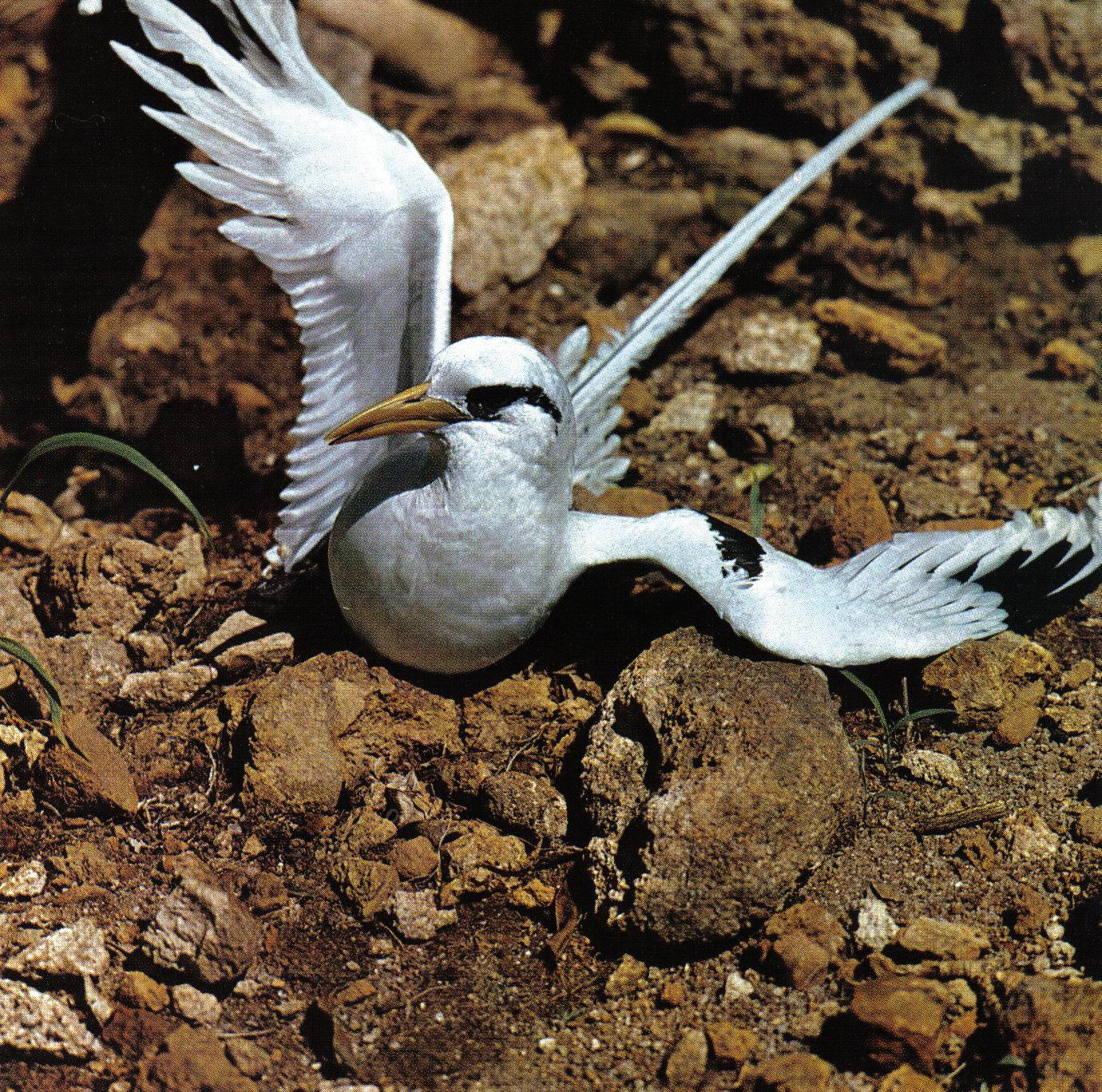
Indivíduo no solo nas Seychelles.

Para o povo Chamorro, das Ilhas Marianas, o rabo-de-palha-de-bico-laranja era chamado de utak ou itak e acreditava-se que, quando ele gritava sobre uma casa, significava que alguém morreria em breve ou que uma garota solteira estava grávida. Seu chamado mataria qualquer um que não acreditasse nele. Os pescadores chamorro encontravam cardumes de peixes ao observá-los.